# منوشهر الثاني الجاقلي
منوشهر الثاني الجاقلي هو سياسي عثماني شغل منصب والي في الدولة العثمانية.

## مناصبه
تولى المناصب التالية:
- أمير مسخاتي (1581–1607)